# Rolf Mützelburg
Rolf Mützelburg (Kiel, 23 juni 1913 – Noordelijke Atlantische Oceaan, 11 september 1942) was een Kapitänleutnant in de Kriegsmarine tijdens de Tweede Wereldoorlog. Hij was mede succesvol tijdens Operatie Paukenschlag. Mützelburg kwam na een ongelukkig ongeval om het leven.

## Persoonlijke informatie
Rolf Mützelburg werd geboren in Kiel, Duitsland, op 23 juni 1913. Hij ging op 24-jarige leeftijd bij de toenmalige Reichsmarine. Na twee jaar dienst op mijnenvegers als Oberleutnant-zur-See, besloot Rolf Mützelburg zich bij het U-Bootwapen aan te dienen in oktober 1939. Hij bracht vijf à zes maanden door op een schoolboot, de U 10 vanaf 10 juni 1940 tot 29 november 1940, waarmee hij geen oorlogspatrouilles uitvoerde.
Mützelburg ontving wel zijn eerste gevechtservaring op Schepke's U 100-boot. Hij kreeg na de gebruikelijke opleiding als U-bootbevelhebber, het commando over de U 203 in februari 1941. Op zijn patrouilles in de Atlantische Oceaan en aan de Oostkust van de Verenigde Staten, evenals in de Caraïbische Zee, bracht hij meer dan 20 schepen tot zinken.

### De dood van Kptlt. Rolf Mützelburg
11 september 1942 - De commandant van de U 203 kapitein-luitenant-ter-zee Rolf Mützelburg stierf in een buitenissig ongeval. Zijn mannen en hij namen de kans om te gaan zwemmen in de Atlantische wateren, ten zuidwesten van de Azoren. Hij stond toe dat zijn bemanning mocht gaan zwemmen in zee, na een succesvolle patrouille, als ontspanning en vermaak. Vermoedelijk wilde Mützelburg laten zien aan zijn bemanning wat hij durfde en klom op de torenverschansing. Toen hij vanaf de commandotoren dook, en de U-boot plotseling slingerde en bewoog, sloeg hij  met zijn hoofd en schouderop de rand van het dek neer. Anderen beweren dat hij niet het dek, maar de zadeltank raakte. De arts van de "melkkoe" U 462 kwam de volgende dag, maar te laat, aan. Mützelburg stierf die dag aan zijn verwondingen. Rolf Mützelburg, 29 jaar oud, werd begraven op zee op 12 september 1942 in positie 36° 14′ 0″ NB, 31° 21′ 0″ WL.
Vanaf 11 september tot 20 september nam zijn eerste wachtofficier, Hans Seidel het bevel van de U 203 over tot de thuisbasis. Daarna nam officieel kapitein-luitenant-ter-zee Hermann Kottmann het bevel van de U 203 over. Vanaf 15 september 1942 kondigde dagelijkse het Wehrmachtsbericht dit bericht aan:
- Kapitänleutnant Rolf Mützelburg, Kommandant eines Unterseebootes, Träger des Eichenlaubs zum Ritterkreuz des Eisernen Kreuzes, ließ auf der Fahrt gegen den Feind sein Leben. In ihm verliert die Unterseebootwaffe einen hervorragenden Kommandanten und erfolgreichen Kämpfer. Das Boot setzt unter dem Kommando des ältesten Wachoffizier die Unternehmung fort.

- (Kapitänleutnant Rolf Mützelburg, U-Bootbevelhebber, drager van het Ridderkruis met Eikenloof, verloor het leven op patrouille. Het U-Boot wapen heeft een eminente bevelhebber en een succesvolle strijder verloren. De boot zette haar patrouilletocht verder onder het bevel van de oudste wachtofficier. (Hans Seidel))

- Teddy Suhren verklaarde in zijn biografie dat Kptlt. Mützelburg de zadeltank en niet het dek raakte.

## Successen
- 19 schepen tot zinken gebracht voor een totaal van 81.987 brt
- 3 schepen beschadigd voor een totaal van 17.052 brt

## Militaire loopbaan
- Offiziersanwärter: 15 augustus 1932[2]- 1 april 1932[3]
- Seekadett: 4 november 1932[2]
- Fähnrich zur See: 1 januari 1934[2][3]
- Oberfähnrich zur See: 1 september 1935[2][3]
- Leutnant zur See: 1 januari 1936[2][3]
- Oberleutnant zur See: 1 oktober 1937[2][3]
- Kapitänleutnant: 1 januari 1940[2][3]

## Decoraties
- Ridderkruis van het IJzeren Kruis op 27 november 1941 als Kapitänleutnant en Commandant van de U 203 / 1. Unterseebootsflottille/ Kriegsmarine[4][2][3]
- Ridderkruis van het IJzeren Kruis met Eikenloof op 15 juli 1942 als Kapitänleutnant en Commandant van de U 203 / 1. Unterseebootsflottille/ Kriegsmarine[4][2][3]
- IJzeren Kruis 1939, 1e Klasse (1 juli 1941)[4][2][3]en 2e Klasse (1 juli 1941)[4][2][3]
- Onderzeebootoorlogsinsigne 1939 op 1 juli 1941[2][3]
- Onderzeebootoorlogsinsigne 1939 met Briljanten[4]
- Dienstonderscheiding van Leger en Marine voor (4 dienstjaren)[2]
- Hij werd drie maal genoemd in het Wehrmachtsbericht. Dat gebeurde op:
- 30 juli 1941[4][2][5]
- 20 april 1942[4][2][6]
- 15 september 1942[4][2][7]

## U-bootcommando
- U 10 - 10 juni 1940 - 29 november 1940: Geen oorlogspatrouilles
- U 203 - 18 februari 1941 - 11 september 1941: (+) 8 patrouilles (242 dagen, * gestorven tijdens deze patrouille)